# Раш-Спрінгс (Оклахома)
Раш-Спрінгс (англ. Rush Springs) — місто (англ. town) в США, в окрузі Грейді штату Оклахома. Населення — 997 осіб (2020).

## Географія
Раш-Спрінгс розташований за координатами 34°46′45″ пн. ш. 97°57′24″ зх. д. / 34.77917° пн. ш. 97.95667° зх. д. (34.779039, -97.956594).  За даними Бюро перепису населення США в 2010 році місто мало площу 2,73 км², уся площа — суходіл. В 2017 році площа становила 2,96 км², уся площа — суходіл.

## Демографія
Згідно з переписом 2010 року, у місті мешкала 1231 особа в 501 домогосподарстві у складі 342 родин. Густота населення становила 451 особа/км².  Було 610 помешкань (223/км²).
Расовий склад населення:
| - 84,6 % — білих - 11,1 % — корінних американців - 0,6 % — чорних або афроамериканців - 0,1 % — вихідців з тихоокеанських островів - 0,1 % — азіатів |

До двох чи більше рас належало 3,3 %. Частка іспаномовних становила 2,1 % від усіх жителів.
За віковим діапазоном населення розподілялося таким чином: 27,8 % — особи молодші 18 років, 55,9 % — особи у віці 18—64 років, 16,3 % — особи у віці 65 років та старші. Медіана віку мешканця становила 36,4 року. На 100 осіб жіночої статі у місті припадало 93,9 чоловіків;  на 100 жінок у віці від 18 років та старших — 87,2 чоловіків також старших 18 років.
Середній дохід на одне домашнє господарство  становив 40 734 долари США (медіана — 31 957), а середній дохід на одну сім'ю — 49 322 долари (медіана — 42 273). Медіана доходів становила 40 625 доларів для чоловіків та 19 667 доларів для жінок. За межею бідності перебувало 24,5 % осіб, у тому числі 36,9 % дітей у віці до 18 років та 10,6 % осіб у віці 65 років та старших.
Цивільне працевлаштоване населення становило 443 особи. Основні галузі зайнятості: роздрібна торгівля — 22,1 %, освіта, охорона здоров'я та соціальна допомога — 17,8 %, сільське господарство, лісництво, риболовля — 12,0 %, виробництво — 9,7 %.